# Purwokerto (Brangsong)
Purwokerto is een bestuurslaag in het regentschap Kendal van de provincie Midden-Java, Indonesië. Purwokerto telt 3593 inwoners (volkstelling 2010).